# 金元昊
金 元昊（キム・ウォンホ、英語: Kim Won-ho、朝鮮語: 김원호、1999年6月2日 - ）は、大韓民国の男子バドミントン選手。2024年パリオリンピックの混合ダブルス銀メダリスト。
アトランタオリンピック金メダリストの吉永雅の息子である。

## 経歴

### ジュニア時代
2016年で、世界ジュニア選手権で銅メダル、アジアジュニア選手権で銀メダルを獲得している。
2017年のスディルマン杯で、韓国代表チームの最年少選手として出場し、韓国チームの優勝に貢献した。

### 2022年
男子ダブルスでは、2022年半ばまで姜敏赫とペアを組んでいたが、その後は4歳歳上の催率圭とペアを組む。混合ダブルスでは、鄭娜銀とペアを組む。
男子ダブルスで2022年のインドネシア・オープンでは、決勝に進出するも劉雨辰 / 欧烜屹に敗れ準優勝。

### 2023年
2023年のアジア混合団体選手権では、準々決勝のインドネシア戦で同世代の羅星昇と即席でペアを組み、世界ランク1位のファジャル・アルフィアン / ムハマド・リアン・アルディアントを破るなどし、韓国代表チームの準優勝に大きく貢献した。
3月のドイツ・オープンでは、男子ダブルスと混合ダブルスの2種目で決勝に進出する。混合ダブルスでは馮彥哲 / 黄東萍に敗れ準優勝となるが、男子ダブルスでは同胞の姜敏赫 / 徐承宰を破って優勝した。
5月のスディルマン杯では、グループリーグ最終日の日本戦で、混合ダブルスで世界ランク2位の渡辺勇大 / 東野有紗を破る。また準決勝のマレーシア戦では、羅星升と即席ペアを組んで世界ランク2位のアーロン・チア / ソー・ウーイックを21-12, 21-11で破って韓国チームの勝利に貢献した。
2週間後のタイ・オープンでは、混合ダブルスで決勝で世界ランク2位のデチャポル・プアヴァラヌクロー / サプシリー・タエラッタナチャイを破り優勝した。混合ダブルスとしては初のワールドツアータイトル獲得となった。
6月のシンガポール・オープンでは、混合ダブルスの準々決勝で世界ランク1位の鄭思維 / 黄雅瓊を見事ストレートで破る。しかし、その次の準決勝でデンマークペアに敗れ敗退。

### 2024年
男子ダブルスでは、2024年初月から数ヶ月間だけ羅星昇とペアを組む。
1月のマレーシア・オープンの混合ダブルスでは、準々決勝で鄭思維 / 黄雅瓊をファイナルで破り、そのまま決勝に進出。決勝では渡辺勇大 / 東野有紗に敗れる。ワールドツアースーパー1000で初の準優勝となった。

#### パリオリンピック
2024年パリオリンピックに、鄭娜銀との混合ダブルスで出場資格を得る。予選グループリーグで2位通過に成功し、準々決勝ではチェン・タンジー / トー・イーウェイを破る。準決勝では、ファイナルゲームの試合中に、メディカルタイムを要求し嘔吐するなど、体調不良になりながらも試合を続行し、同胞の徐承宰 / 蔡侑玎に21-16, 20-22, 23-21の激戦で勝利し決勝に進出。決勝では鄭思維 / 黄雅瓊に敗れ、銀メダルを獲得した。
五輪後からは混合ダブルスに区切りをつけ、男子ダブルスのみに専念。正式ペアの模索をはじめる。

### 2025年
年始はじめから2週間のマレーシア・オープンとインド・オープンでは、徐承宰とのペアでエントリー。
マレーシア・オープンでは、世界ランク2位の梁偉鏗 / 王昶やサトウィクサイラジ・ランキレッディ / チラグ・シェッティらを破って優勝。初のビッグタイトル(スーパー1000)獲得となった。
翌週のインド・オープンでも、梁偉鏗 / 王昶やアーロン・チア / ソー・ウーイックら強豪を破り準優勝。即席ペアにして2週連続で上位大会決勝進出を果たした。
2月の後半からは再び徐承宰とペアを組む。
ドイツ・オープンで全試合ストレートで優勝。
2週間後の全英オープンでは、世界ランク2位のゴー・ジーフェイ / ヌル・イズディンや何濟霆 / 任翔宇ら強豪をやぶり優勝。スーパー1000の主要大会を2連続で優勝した。
5月、6月のシンガポール・オープンで決勝進出。翌週のインドネシア・オープンでも2週連続で決勝進出し優勝。スーパー1000タイトルを3連続で獲得し、4分の3を独占した。
7月のジャパン・オープンでは決勝でゴー・ジーフェイ / ヌル・イズディンをストレートで破って優勝。

#### 世界1位最速記録
7月22日付の世界ランキングでキャリアハイの1位を達成。徐承宰との7年ぶりのペア再結成から約6ヶ月で世界1位達成という最速記録の偉業を成し遂げた。